# Torna az 1904. évi nyári olimpiai játékokon
Az 1904. évi nyári olimpiai játékokon a tornában tizenkét versenyszámban 
osztottak érmeket.

## Éremtáblázat
A táblázatban a rendező ország csapata eltérő háttérszínnel, az egyes számoszlopok legmagasabb értéke, vagy értékei vastagítással kiemelve.
| Az 1904. évi nyári olimpiai játékok éremtáblázata tornában | Az 1904. évi nyári olimpiai játékok éremtáblázata tornában | Az 1904. évi nyári olimpiai játékok éremtáblázata tornában | Az 1904. évi nyári olimpiai játékok éremtáblázata tornában | Az 1904. évi nyári olimpiai játékok éremtáblázata tornában | Olimpia  |
| ---------------------------------------------------------- | ---------------------------------------------------------- | ---------------------------------------------------------- | ---------------------------------------------------------- | ---------------------------------------------------------- | -------- |
|                                                            | Ország                                                     | Arany                                                      | Ezüst                                                      | Bronz                                                      | Összesen |
| 1.                                                         | Egyesült Államok (USA)                                     | 12                                                         | 8                                                          | 9                                                          | 29       |
| 2.                                                         | Svájc (SUI)                                                | 1                                                          | 0                                                          | 1                                                          | 2        |
|                                                            |                                                            |                                                            |                                                            |                                                            |          |
| 3.                                                         | Németország (GER)                                          | 0                                                          | 1                                                          | 1                                                          | 2        |
|                                                            |                                                            |                                                            |                                                            |                                                            |          |
| Összesen                                                   | Összesen                                                   | 13                                                         | 9                                                          | 11                                                         | 33       |

## Érmesek
A táblázatban a rendező ország versenyzői eltérő háttérszínnel kiemelve.
| Az 1904. évi nyári olimpiai játékok érmesei férfi tornában | | | |
| Versenyszám                                                | Arany | Ezüst | Bronz |
| függeszkedés                                               | George Eyser · Egyesült Államok (USA) | Charles Krause · Egyesült Államok (USA) | Emil Voigt · Egyesült Államok (USA) |
| gyűrű                                                      | Herman Glass · Egyesült Államok (USA) · 45                                                                                                 | William Merz · Egyesült Államok (USA) · 35                                                                                                 | Emil Voigt · Egyesült Államok (USA) · 32 |
| korlát                                                     | George Eyser · Egyesült Államok (USA) · 44                                                                                                 | Anton Heida · Egyesült Államok (USA) · 43                                                                                                  | John Duha · Egyesült Államok (USA) · 40 |
| lólengés                                                   | Anton Heida · Egyesült Államok (USA) · 42                                                                                                  | George Eyser · Egyesült Államok (USA) · 33                                                                                                 | William Merz · Egyesült Államok (USA) · 29 |
| nyújtó                                                     | Anton Heida · Egyesült Államok (USA) · Edward Hennig · Egyesült Államok (USA) · 40                                                         | Nem adták ki | George Eyser · Egyesült Államok (USA) · 39 |
| ugrás                                                      | Anton Heida · Egyesült Államok (USA) · George Eyser · Egyesült Államok (USA) · 36                                                          | Nem adták ki | William Merz · Egyesült Államok (USA) · 31 |
| buzogány                                                   | Edward Hennig · Egyesült Államok (USA) | Emil Voigt · Egyesült Államok (USA) | Ralph Wilson · Egyesült Államok (USA) |
| összetett hármas verseny, egyéni                           | Adolf Spinnler · Svájc (SUI) | Julius Lenhart · Egyesült Államok (USA) | Wilhelm Weber · Németország (GER) |
| összetett négyes verseny, egyéni                           | Anton Heida · Egyesült Államok (USA) · 161                                                                                                 | George Eyser · Egyesült Államok (USA) · 152                                                                                                | William Merz · Egyesült Államok (USA) · 135 |
| összetett hatos verseny, egyéni                            | Julius Lenhart · Egyesült Államok (USA) | Wilhelm Weber · Németország (GER) | Adolf Spinnler · Svájc (SUI) |
| összetett hatos verseny, csapat                            | Egyesült Államok (USA) · Philadelphia Turngemeinde · John Grieb · Anton Heida · Max Hess · Philip Kassel · Julius Lenhart · Ernst Reckeweg | Egyesült Államok (USA) · New York Turnverein · Emil Beyer · John Bissinger · Arthur Rosenkampff · Julian Schmitz · Otto Steffen · Max Wolf | Egyesült Államok (USA) · Central Turnverein, Chicago · John Duha · Charles Krause · George Mayer · Robert Maysack · Philip Schuster · Edward Siegler |